# Вікторі Арена
Парті-Рент-Арена (традиційна назва Terrain um Camping, іноді також Stade du Camping) — футбольний стадіон у Роспорті в люксембурзькому муніципалітеті Роспорт-Момпах у східному кантоні Ехтернах. Домашня арена футбольного клубу «Вікторія Роспорт».

## Історія
Стадіон був побудований в 1965 році й сьогодні має загальну місткість 2500 глядачів. Готель був оновлений у 1988, 1997, 2003 і 2013 роках. На головній стороні ігрового поля розміром 100 × 64 м з натуральним трав'яним покриттям є чотири ряди критих трибун, які можуть вмістити близько 400 глядачів і примикають до клубної будівлі. Решта стадіону — відкрита. Поле освітлюється системою прожекторів на чотирьох щоглах. Позаду прямо протікає річка Зауер, прикордонна з Німеччиною і є притокою Мозеля.